# مرغ آمین (شعر)
مرغ آمین شعر بلندی از نیما یوشیج است.

مرغ آمین دردآلودی‌ست

کآواره بمانده

رفته تا آن‌سویِ این بیدادخانه

بازگشته رغبتش دیگر ز رنجوری نه سوی آب و دانه

نوبت روز گشایش را

در پی چاره بمانده

## زمینه
نیما یوشیج (۱۲۷۶–۱۳۳۸) شاعر معاصر ایرانی و بنیان‌گذار شعر نوی پارسی است. او با شعر «افسانه» (۱۳۰۱) نوعی جهان‌بینی نو را به ادبیات پارسی و حتی فرهنگ ایرانی وارد ساخت که تا پیش از آن سابقه نداشت. با این حال، عملاً با شعر «ققنوس» (۱۳۱۶)، شعر نوی پارسی متولد شد؛ زیرا اولین بار در این شعر، مدلولی جدید با دالی جدید پیوند خورد و پدیده‌ای نو شکل گرفت. نیما نخستین آثار خود را در اواخر دوران مشروطه و سال‌های آغازین حکومت رضاشاه سرود یا منتشر کرد. از سال ۱۳۰۶ تا ۱۳۱۵ هیچ شعری از او منتشر نشد تا اینکه در سال ۱۳۱۶ سرایش و چاپ آثارش را از سر گرفت و شعر مهم «ققنوس» را خلق کرد. از ۱۳۱۶ تا ۱۳۲۷، نیما انواع قالب‌های شعری را آزمود. او در دورهٔ پایانی عمرش، یعنی از ۱۳۲۸ تا ۱۳۳۷، عمدتاً به سرایش و چاپ اشعار آزاد یا نیمایی پرداخت.

## نقد
براهنی در کتاب طلا در مس این منظومه را «سمفونیِ سمبولیک» و اوجِ شعرِ نیما می‌داند. او در مصاحبه‌ای به‌مناسبتِ سالروز تولد نیما، پس‌از اشاره به ساختارِ دراماتیک و سمفونی‌وارِ مرغِ آمین، می‌گوید:
«مرغِ آمین را نیما خودش درست‌کرده، درواقع اگر آمین را معکوس‌ بخوانیم، می‌شود «نیما». مرغِ آمین، مرغِ نیما است. درعین‌حال نیما از کلمه‌ای کاملاً مذهبی استفاده کرده ... ».
همچنین براهنی در جای دیگر پدر پاسخ به این پرسش که «شما مهم‌ترین شعرِ مدرنِ فارسی را کدام شعر می‌دانید؟»، چنین پاسخ می‌دهد: «مرغِ آمین که شاهکار است از نظرِ بیان. مثلِ یک سمفونی است. شاملو یک‌چنین شعری ندارد».